# Théorème de réarrangement de Steinitz
Le théorème de réarrangement de Steinitz est un théorème d'analyse mathématique dû à Ernst Steinitz,, sur les sommes des permutées d'une série dans ℝm. Il généralise le théorème de réarrangement de Riemann, qui concerne les séries de réels.

## Énoncé
Pour une suite fixée (an)n de vecteurs dans ℝm muni de n'importe quelle norme :
- une permutation σ : ℕ → ℕ est appelée un réarrangement convergent si la série {\displaystyle \sum _{n=0}^{\infty }a_{\sigma (n)}} converge ;
- une forme linéaire f : ℝm → ℝ est appelée une forme convergente si la série ∑f(an) est absolument convergente ;
- les formes convergentes constituent un sous-espace vectoriel, noté Γ((an)n), de l'espace dual (ℝm)* ;
- on note Γ((an)n)° l'annulateur de Γ((an)n), c'est-à-dire l'intersection des noyaux de toutes les formes convergentes.

Remarque : dans tout espace vectoriel normé (et même dans tout groupe topologique abélien), si le premier ensemble n'est pas réduit au singleton {\displaystyle \{\sum _{n=0}^{\infty }a_{n}\}}, la série n'est pas commutativement convergente mais en dimension infinie, la réciproque est fausse.

## Liens avec le théorème de réarrangement de Riemann
Un sous-espace affine de ℝ est soit un singleton, soit ℝ tout entier. Le cas m = 1 du théorème de réarrangement de Steinitz contient donc l'essentiel de celui de Riemann.
Un corollaire du théorème de réarrangement de Riemann est qu'une série de réels est absolument convergente si (et seulement si) elle est commutativement convergente. Les formes convergentes sont donc les formes linéaires f telles que les réels f(an) forment une famille sommable. Ceci démontre, dans le théorème ci-dessus, l'inclusion du premier ensemble dans le second, donc l'égalité lorsque le second est un singleton (c'est-à-dire lorsque toutes les formes sont convergentes). Ceci prouve en outre que dans ce cas, tous les réarrangements sont convergents, ce que ne prouve pas le théorème de Steinitz. Mais ce dernier fournit une condition plus subtile : pour que la série de vecteurs soit commutativement convergente, il suffit que les réarrangements qui convergent aient tous même somme.

## Cas de la dimension infinie
En 1935, dans le problème 106 du Livre écossais, Stefan Banach posa pour la première fois la question de la structure de l'ensemble des sommes en dimension infinie, conjecturant que c'était encore un sous-espace affine. Il promettait une bouteille de vin pour la réponse. On trouve déjà dans ce livre un contre-exemple, anonyme mais vraisemblablement écrit — d'après une analyse graphologique — par Józef Marcinkiewicz.
Ce n'est qu'en 1989 que furent fournis des exemples de séries dont l'ensemble des sommes n'était même pas le translaté d'un sous-groupe additif de l'espace : dans tout espace de Banach de dimension infinie, il existe des séries dont l'ensemble des sommes contient exactement deux éléments,. Il en existe même dont l'ensemble des sommes est un ensemble fini arbitraire de points affinement indépendants.
Il existe aussi des séries dont l'ensemble des sommes n'est pas fermé.
Le théorème de Dvoretzky-Rogers montre qu'en dimension infinie, l'équivalence entre convergence absolue et convergence commutative disparaît, elle aussi.
Cependant, la conclusion du théorème de Steinitz — l'ensemble des sommes est un sous-espace affine de direction Γ((an)n)° — est vraie en dimension infinie, sous des hypothèses supplémentaires variées sur l'espace ou sur la série :
- si l'espace est Lp([0, 1]) avec 1 < p < ∞ et si ∑n║an║min(2,p) < +∞ ;
- dans n'importe quel espace de Banach, si aucun réarrangement ne rend la série « parfaitement divergente »[9], c'est-à-dire si pour toute permutation σ de ℕ, il existe une suite (εn)n∈ℕ, avec εn = ±1, telle que la série {\displaystyle \sum _{n=0}^{\infty }\varepsilon _{n}a_{\sigma (n)}} converge[10],[11] ;
- dans n'importe quel espace localement convexe métrisable nucléaire[12].